# Amarante do Maranhão (kommun)
Amarante do Maranhão är en kommun i Brasilien.   Den ligger i delstaten Maranhão, i den nordöstra delen av landet, 1 100 km norr om huvudstaden Brasília. Antalet invånare är 37 894.
Följande samhällen finns i Amarante do Maranhão:
- Amarante do Maranhão

Omgivningarna runt Amarante do Maranhão är huvudsakligen savann. Runt Amarante do Maranhão är det mycket glesbefolkat, med 4 invånare per kvadratkilometer.